# Щуровка (Черниговская область)
Щуровка (укр. Щурівка) — село,
Щуровский сельский совет,
Ичнянский район,
Черниговская область,
Украина.
Код КОАТУУ — 7421789001. Население по переписи 2001 года составляло 185 человек .
Является административным центром Щуровского сельского совета, в который, кроме того, входят сёла 
Иценков и
Однольков.

## Географическое положение
Село Щуровка находится на левом берегу реки Смош,
выше по течению на расстоянии в 1,5 км расположено село Иценков,
ниже по течению на расстоянии в 3 км расположено село Ряшки (Прилукский район),
на противоположном берегу — село Однольков.
На реке сделана запруда.

## История
- 1715 год — дата основания.
- Село с 1649 по 1781 год было в составе Иваницкой сотни Прилукского полку Гетьманщины.
- В селе была Николаевская церквь[2][3]
- Есть на карте 1812 года[4]
- В 1862 году в владельческом и козачем селе Щуровка была церковь и 63 двора где проживало 788 человек (377 мужского и 411 женского пола)[5]

## Экономика
- «Щуровка», ООО.

## Объекты социальной сферы
- Школа I ст.
- Клуб.